# 月と魔法と太陽と
『月と魔法と太陽と』（つきとまほうとたいようと）は、Silver Bulletより2008年1月31日に発売されたアダルトゲーム。

## 概要
デビュー作「雪影-setsuei-」から1年10か月ぶりに発売された作品。切ない恋を描いた前作とはうって変わり、魔法が発達した異世界が舞台のハイテンションなラブコメADVとなっている。その一方で人の持つ優しさや強さを描くというテーマも盛り込まれている。
ヒロインは魔法少女のような法衣を正装として活動している。彼女たちにはそれぞれ得意な魔法属性があり、それらについてのエピソードも用意されている。

## あらすじ
魔法が当たり前で、太陽が昇らない「夜だけの世界」。国立魔法学院の生徒である白川隼人はいつものように幼馴染の笹川つづりが操るホウキに乗って下校していた途中に、夜空に拡がる巨大なオーロラを目撃する。その美しさに見とれていた瞬間、ホウキが暴走、隼人は地面に投げ出されてしまう。
保健室で目覚めた隼人は先輩の一ノ瀬梢からオーロラの正体は太陽が昇る「天変地異の予兆」であることを告げられる。梢が作った「グリモワール研究会」に半ば強制的に入部させられた隼人は災禍から人々を守るべく、他の部員たちとオーロラや世界にまつわる謎を探究していく。

## 世界観
（出典：）
主人公たちが暮らす世界は1年中太陽が昇らず、月の光のみが人々を照らしている。この世界には古くから魔法が存在しており、それらは世の中を動かす原動力として発達し、日常の世界に溶け込んでいた。一方科学も発達しており、ネットやメール、携帯電話なども存在し、駅前にはコンビニやビルが建ち並んでいるなど、現代とさほど変わらない世界でもある。

### 伝説
この世界には一つの不吉な伝説が存在する。太陽が空に昇る時に未曾有の大災害が起こり、全ての魔法の力が失われてしまうというものである。そのため、人々は太陽が昇ることを非常に恐れている。
また太陽が昇った日に魔法が使えたものはこの世の全ての真理を手に入れることが出来るともある。

### グリモワール研究会
世界の真相を探究すべく梢によって作られた同好会。魔法少女のような法衣を正装としている。

## 登場人物
（出典：）
白川 隼人（しらかわ はやと）
主人公。
笹川 つづり（ささかわ つづり）
声 - 茶谷やすら
隼人の幼馴染。下校の途中に隼人と一緒にオーロラを目撃し、グリモワール研究会に入部する。
いつも元気で人の世話をするのが好き。隼人を支えようという健気な面もあるが、空回りしてしまうことも多い。
裁縫が趣味で、自分の学生服を改造するなどしている。グリモワール研究会の正装は彼女が作ったものである。
羽雨 直（はぐれ すなお）
声 - 青山ゆかり
運動神経抜群で真面目な弓道部のエース。つづりの親友。
性格はボーイッシュで気が強く、隼人とはいつも衝突を繰り返している。
滅多に内面を見せることはないが、根は優しく、気配り上手。
一ノ瀬 梢（いちのせ こずえ）
声 - 北都南
隼人と昔から知り合いである年が一つ上の先輩。隼人からオーロラの話を聞き、自らグリモワール研究会を発足させる。
実家は白魔術の大家。才色兼備な学園のアイドル的存在であるが、 占星術を専攻しているせいか、エキセントリックな言動も多い。
リリー＝ハヤサカ
声 - 一色ヒカル
ピットカーン島という誰も知らない島の出身の褐色肌の留学生。ペットのカメレオン「ヴァル」をいつも連れている。
神出鬼没で、無口無表情。片言しか話さない。
ただし魔法の成績は優秀で、学園でもトップクラスの能力を持つ。
日枝 法子（ひぐさ のりこ）
声 - まきいづみ
隼人の担任教師でグリモワール研究会の顧問。
おっとりとした性格で親しみやすく、生徒からよくからかわれている。
また厳格な家庭で育ったせいか、世間知らずな一面も持っている。

## 主題歌
オープニング曲「キミと強さと優しさと」
作詞：紺野比奈子 / 作曲：松本慎一郎 / 歌：西沢はぐみ